# Bandeira da Colúmbia Britânica
A bandeira da Colúmbia Britânica baseia-se no escudo de armas da província da Colúmbia Britânica. Na parte superior está uma representação da bandeira do Reino Unido, com uma coroa no centro, representando as origens da província como uma colônia britânica, com um sol abaixo.

## História
A bandeira da Colúmbia Britânica foi introduzida em 14 de junho de 1960 pelo premier W. A. C. Bennett e tremulou pela primeira vez a bordo do navio Queen of Sidney. Algumas versões mais antigas do pavilhão foram invertidos, com a bandeira da União no fundo. Isto foi alterado, uma vez que entrava em conflito com a expressão "O sol nunca se põe no Império Britânico."

## Desenho
As quatro listras onduladas brancas e as três listras azuis simbolizam a localização da província entre o Oceano Pacífico e as Montanhas Rochosas. O sol poente representa o fato da Colúmbia Britânica ser a província mais ocidental do Canadá. O sol também pode refletir o lema provincial "Splendor sine occasu " (beleza que nunca diminui) -- ou, em outras palavras, o sol que nunca se põe (no Império Britânico). No Canadá, pode-se argumentar, o Império vive em símbolos do país e das instituições parlamentares. A bandeira da União em cima reflete a herança britânica da província, enquanto a coroa no centro representa a Família Real Canadense. A bandeira tem proporções de 3:5.
A bandeira da Colúbia Britânica é parecida com a Bandeira do Território Britânico do Oceano Índico.